# لیانکورت
لیانکورت (به فرانسوی: Liancourt) یک کامین در فرانسه است که در Canton of Liancourt واقع شده‌است.

## خصوصیات
لیانکورت ۴٫۷۵ کیلومترمربع مساحت و ۶٬۴۷۶ نفر جمعیت دارد و ۱۰۷ متر بالاتر از سطح دریا واقع شده‌است.